# Halowe Mistrzostwa Europy w Lekkoatletyce 1981 – bieg na 1500 m mężczyzn
Bieg na 1500 metrów mężczyzn – jedna z konkurencji biegowych rozgrywanych podczas halowych lekkoatletycznych mistrzostw Europy w Palais des Sports w Grenoble. Rozegrano od razu bieg finałowy 22 lutego 1981. Zwyciężył reprezentant Republiki Federalnej Niemiec Thomas Wessinghage, który tym samym obronił tytuł zdobyty na poprzednich mistrzostwach.

## Rezultaty

### Finał
Rozegrano od razu bieg finałowy, w którym wzięło udział 9 biegaczy.
Opracowano na podstawie materiału źródłowego.
| Miejsce | Zawodnik            | Czas    |
| ------- | ------------------- | ------- |
| 1       | Thomas Wessinghage  | 3:42,64 |
| 2       | Uwe Becker          | 3:43,02 |
| 3       | Mirosław Żerkowski  | 3:44,32 |
| 4       | Peter Belger        | 3:44,89 |
| 5       | José Manuel Abascal | 3:45,08 |
| 6       | László Tóth         | 3:45,34 |
| 7       | Marc Nevens         | 3:45,67 |
| 8       | Gianni Truschi      | 3:48,22 |
| 9       | José Cudeiro        | 3:49,88 |